# Fredericiakredsen
Fredericiakredsen er fra 2007 en opstillingskreds i Sydjyllands Storkreds. I 1920-2006 var kredsen en opstillingskreds i Vejle Amtskreds. I 1849-1918 var kredsen en valgkreds.
Kredsen består pr. 18. juni 2015 af følgende kommuner og valgsteder:
1. Fredericia Kommune 
  1. Gymnasiet
  2. Bredstrup-Pjedsted
  3. Erritsø
  4. Herslev
  5. Taulov
  6. Søndermarken
  7. Bøgeskov
  8. Indre By

## Folketingskandidater november 2016-2018

### Valgkredsens kandidater for de pr. november 2018 opstillingsberettigede partier
| Liste | Parti                       | Kandidat | Bemærk                                                            |
| ----- | --------------------------- | --- | ----------------------------------------------------------------- |
| A     | Socialdemokratiet           | Jens Jonatan Steen |                                                                   |
| B     | Radikale Venstre            | Rune Christiansen |                                                                   |
| C     | Det Konservative Folkeparti | |                                                                   |
| D     | Nye Borgerlige              | |                                                                   |
| F     | Socialistisk Folkeparti     | |                                                                   |
| I     | Liberal Alliance            | |                                                                   |
| O     | Dansk Folkeparti            | Julie Gottschalk |                                                                   |
| V     | Venstre                     | Tobias Jørgensen |                                                                   |
| Ø     | Enhedslisten                | Kirsten Cordtz |                                                                   |
| Å     | Alternativet                | Karin Rohr Genz, Søren Haastrup, Rune Ranaivo Bjerremand, Edvard Korsbæk, Tina Brixen, Ditte Madvig Evald, Jens-Peter Mantorp Broberg, Bjarne Aasø, Stefan Struck Kronborg, Mette Bram | Er opstillet i samtlige opstillingskredse i Sydjyllands Storkreds |

## Folketingsvalget 2011
Den 30. august 2011 var der 37.139 stemmeberettigede vælgere i kredsen.
Ved Folketingsvalget 2011 var der følgende valgsteder:
| Valgsted                  | By         | Stemme- berettigede | Stemme- procent |
| ------------------------- | ---------- | ------------------- | --------------- |
| Fredericia Gymnasium      | Fredericia | 9.821               | 85,69           |
| Skjoldborgvejens Skole    | Fredericia | 7.481               | 84,61           |
| Tøjhuset                  | Fredericia | 5.522               | 80,13           |
| Erritsø-Hallen            | Erritsø    | 7.151               | 92,47           |
| Elbo-Hallen               | Taulov     | 3.962               | 91,24           |
| Bredstrup-Pjedsted Hallen | Bredstrup  | 1.149               | 92,42           |
| Herslev Forsamlingshus    | Herslev    | 603                 | 87,89           |
| Bøgeskovhallen            | Bøgeskov   | 1.450               | 93,17           |
| Total                     | Total      | 37.139              | 87,08           |

### Folketingsmedlemmer valgt i 2011
- Jacob Bjerregaard, Socialdemokraterne